# Фуфайка
Фуфа́йка, розм. куфа́йка — утеплений одяг — кофтина, светр чи ватянка.

## Визначення
Ушаков дає фуфайці одне значення: «тепла в'язана сорочка без рукавів або з рукавами, одягається під низ для тепла або надягається зверху».
У першому виданні Ожогова (1949) фуфайка описується як «тепла в'язана сорочка». В четвертому виданні Ожогова-Шведової наведено два значення: «тепла в'язана сорочка» та народне вживання як синоніму до «ватник».
У Словнику української мови в 11 томах також наведено для визначення: «тепла в'язана, вовняна або байкова сорочка чи безрукавка» та «стьобана ватяна куртка; ватник».